# Pierre Mac Orlan

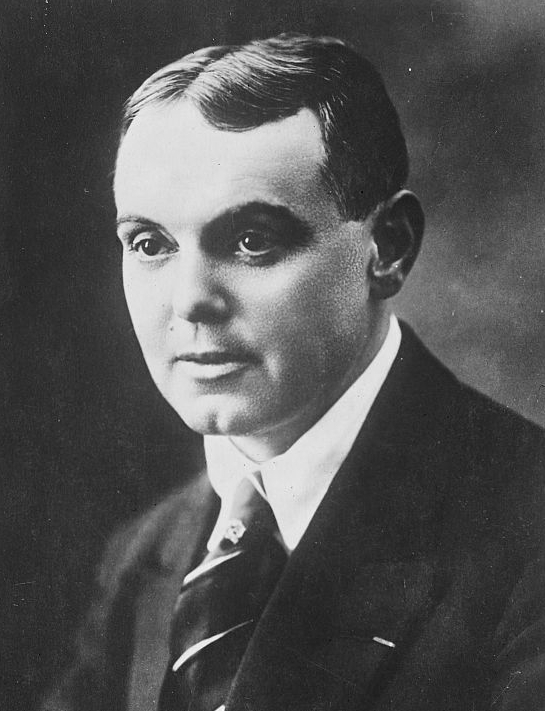
Pierre Mac Orlan (Aufnahme vor 1923, Urheberrechte beachten)

Pierre Dumarchey (* 26. Februar 1882 in Péronne, Département Somme; † 27. Juni 1970 in Saint-Cyr-sur-Morin, Département Seine-et-Marne) war ein französischer Schriftsteller und Journalist. Im deutschsprachigen Raum ist er hauptsächlich unter seinem Pseudonym Pierre Mac Orlan bzw. Pierre MacOrlan bekannt.

## Leben
Dumarchey war der ältere Sohn des Offiziers Pierre Edmond Dumarchey (1853–1928) und dessen Ehefrau Berthe Francine Artus (1861–?). Sein jüngerer Bruder Jean Dumarchey (1887–1929) schlug später eine militärische Laufbahn ein.
Er begann zunächst eine Lehrerausbildung in Rouen, die er aber abbrach. Danach lebte er als Dichter in großer Armut in Paris. Er kehrte nach einigen Jahren nach Rouen zurück und arbeitete dort als Korrektor. Von 1905 bis 1908 vagabundierte er durch Belgien, England, Italien und Südfrankreich. Danach lebte Dumarchey als Bohémien am Montmartre in Paris. Er befreundete sich mit Schriftstellern wie Guillaume Apollinaire, Francis Carco, Roland Dorgelès und Max Jacob sowie mit den Malern Maurice Utrillo, Pablo Picasso, Juan Gris und Georges Braque. 1913 heiratet er Marguerite Luc.
Dumarchey nahm am Ersten Weltkrieg teil. Nach einer Verwundung wurde er im September 1916 aus der Armee entlassen. 1918/19 reiste er als Kriegskorrespondent durch Deutschland. 1927 zog er sich mit seiner Frau in das Dorf Saint-Cyr-sur-Morin, 40 Kilometer östlich von Paris, zurück. 1950 nahm ihn die Académie Goncourt als Mitglied auf. Dumarchey starb am 28. Juni 1970 in Saint-Cyr-sur Morin und fand dort auch seine letzte Ruhestätte.
Seine Gedichte wurden von der Chansonsängerin Monique Morelli interpretiert.

## Ehrungen
- Offizier der Ehrenlegion
- Place Pierre Mac Orlan in Paris (18. Arrondissement)[2] wurde ihm zu Ehren benannt
- Promenade Mac Orlan in seinem Wohnort Saint-Cyr-sur-Morin wurde ebenfalls ihm gewidmet
- Sein Wohnhaus in Saint-Cyr-sur-Morin ist als Maison Pierre Mac Orlan bekannt und als Museum der Öffentlichkeit zugänglich

## Wechselnde Autorennamen
Seine literarischen Werke verfasste Dumarchais fast immer unter Pseudonym. Pierre Mac Orlan benutzte er erstmals Ende 1905 für Buchillustrationen. Einige Pseudonyme wurden manchmal nahezu parallel für Veröffentlichung bei verschiedenen Zeitschriften benutzt.
Weiter Pseudonyme waren Chevlier de X… für seinen ersten Roman „Georges“ (1908), Pierre du Bourdel für „Les Aventures amoureuses de Mademoiselle de Sommeranges…“ (1910) und Sadinet für „Petites cousines“ (1919). Seltener finden sich die Pseudonyme Miss Sadie Blackeyes, Docteur Fowler Pierre de Jusange und M. Inconnu.

## Werke (Auswahl)

### Romane und Novellen
- La Maison du retour écœurant. Gallimard, Paris 1970. (EA Paris 1912)
- Le Rire jaune. Gallimard, Paris 1960. (EA Paris 1913).
- Petites cousines (1919), Georges.
  - deutsch: Süße Freundinnen / Georges. Edition ars amandi, Melchior, Wolfenbüttel 2009, ISBN 978-3-941555-31-0.
- Chronique des jours désespérés. Bibliothèque Rhombus, Wien 1924. (unveränd. Nachdr. d. Ausg. Paris 1919)
- La Clique du Café Brebis. Paris 1919.
- La Bête conquérante. Paris 1920.
- La Cavalière Elsa. Paris, 1921.
  - deutsch: Die Reiterin Elsa. O. C. Recht, München 1923. (übersetzt von Max Pulver)
- Aux Lumières de Paris. Crès 1925.
- Marguerite de la nuit. Paris 1925.
- Les Clients du Bon Chien jaune. Gallimard, Paris 1986, ISBN 2-07-038026-2. (EA Paris 1926)
- Le Quai des brumes. Paris 1927.
  - deutsch: Hafen im Nebel. Klett-Cotta, Stuttgart 1988, ISBN 3-608-95551-8. (übersetzt von Jürgen Ritte)
- Rue des Charrettes. 1927.
- La Bandera. Gallimard, Paris 1972. (EA Paris 1931).
- L'Ancre de miséricorde. Émile-Paul, Paris 1971. (EA Paris 1941).
  - deutsch: Der Anker der Barmherzigkeit. Kiepenheuer, Weimar 1948. (übersetzt von Noa Kiepenheuer)
- Mademoiselle Bambù. Gallimard, Paris 1982, ISBN 2-07-037361-4. (EA Paris 1966).
  - deutsch: Mademoiselle Bambù. Klett-Cotta, Stuttgart 1990, ISBN 3-608-95552-6. (übersetzt von Jürgen Ritte)
- U-713 ou Les gentilshommes d'infortune. Édition Cornélius, Paris 2010, ISBN 978-2-915492-98-9.
  - deutsch: U-713 oder Die Unglücksritter. Matthes und Seitz, Berlin 2014, ISBN 978-3-88221-294-5. (illustriert von Gus Bofa,[4] übersetzt von Nicola Denis).

### Lyrik und Chanson
- Oeuvres poètiques complètes. 1946.
- Chansons pour accordéon. Gallimard, Paris 1953.
- Poésies documentaires complètes. Gallimard, Paris 1954.
- Mémoires en chansons. Gallimard, Paris 1962.

### Sammlungen
- Romans maritimes. Omnibus Éditions, Paris 2004, ISBN 2-258-06410-4.[5]
- Œuvres choisies, bibliographie, dessins, portraits, fac-similés. Une étude. Seghers, Paris 1964.

## Verfilmungen
- 1924: Die Unmenschliche (L'inhumaine); Regie: Marcel L’Herbier (nach L'inhumaine)
- 1935: Die Liebesgasse von Marokko, auch Kompanie der Verlorenen (La Bandera); Regie: Julien Duvivier (nach dem Roman La Bandera).
- 1938: Hafen im Nebel (Quai des brumes); Regie: Marcel Carné (nach dem Roman Le quai des brumes)[6]
- 1938: Prisons de femmes; Regie: Roger Richebé
- 1939: La tradition de minuit; Regie: Roger Richebé
- 1943: Reise ohne Hoffnung (Voyage sans espoir); Regie: Christian-Jaque
- 1955: Die Blume der Nacht (Marguerite de la Nuit); Regie: Claude Autant-Lara (frei nach Marguerite de la Nuit)
- 1976: Sein Freund Burns (L'ancre de miséricorde); Regie: Bernard d‘Abrigeon